# Sloup se sochou svatého Jana Nepomuckého (Kroměříž)
Sloup se sochou svatého Jana Nepomuckého v Kroměříži je volně stojící barokní kamenný sloup se sochou Jana Nepomuckého. Je chráněn jako nemovitá kulturní památka pod rejstříkovým číslem 68463/7-6023.

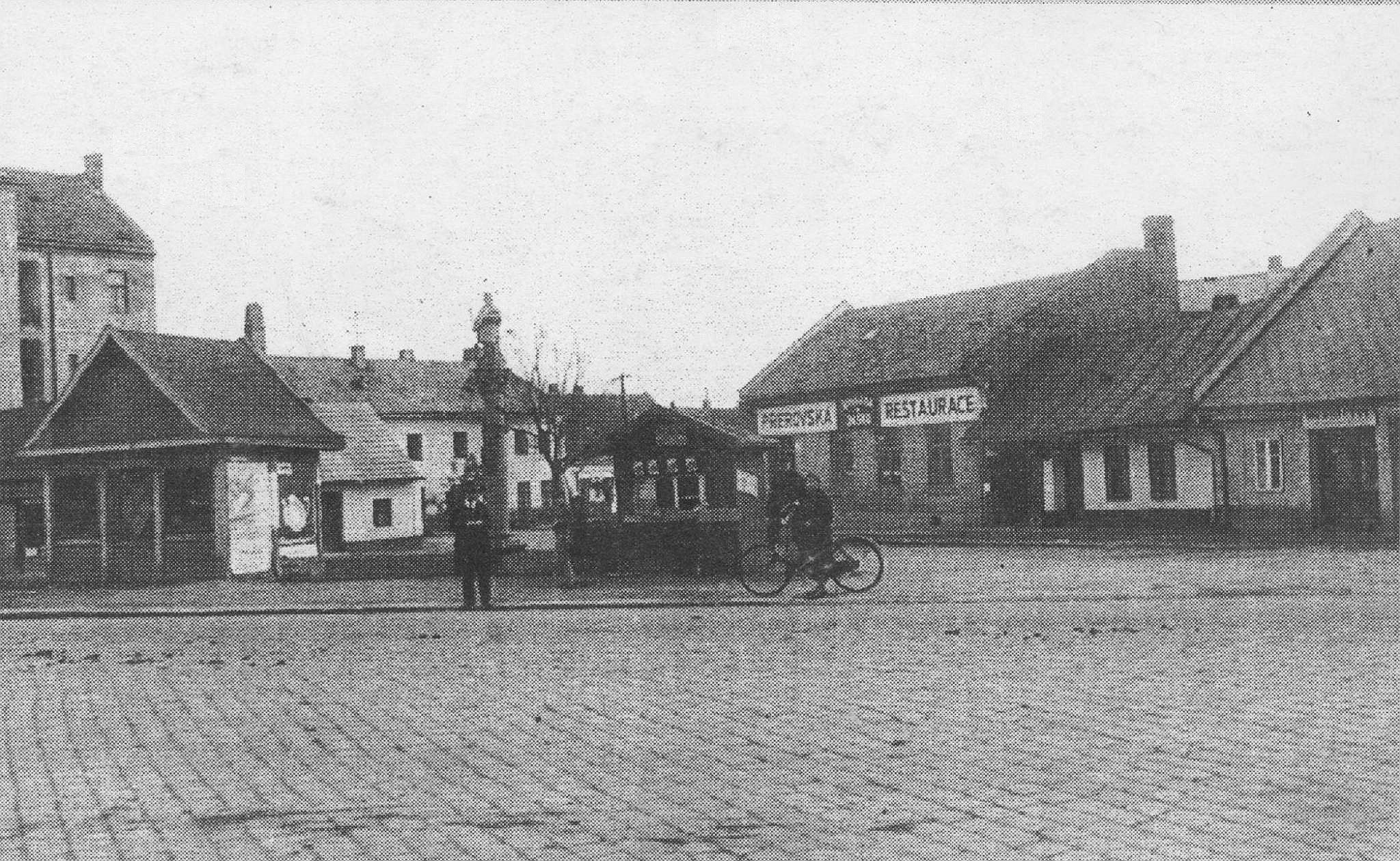
Náměstíčko Bělidel

## Historie kříže

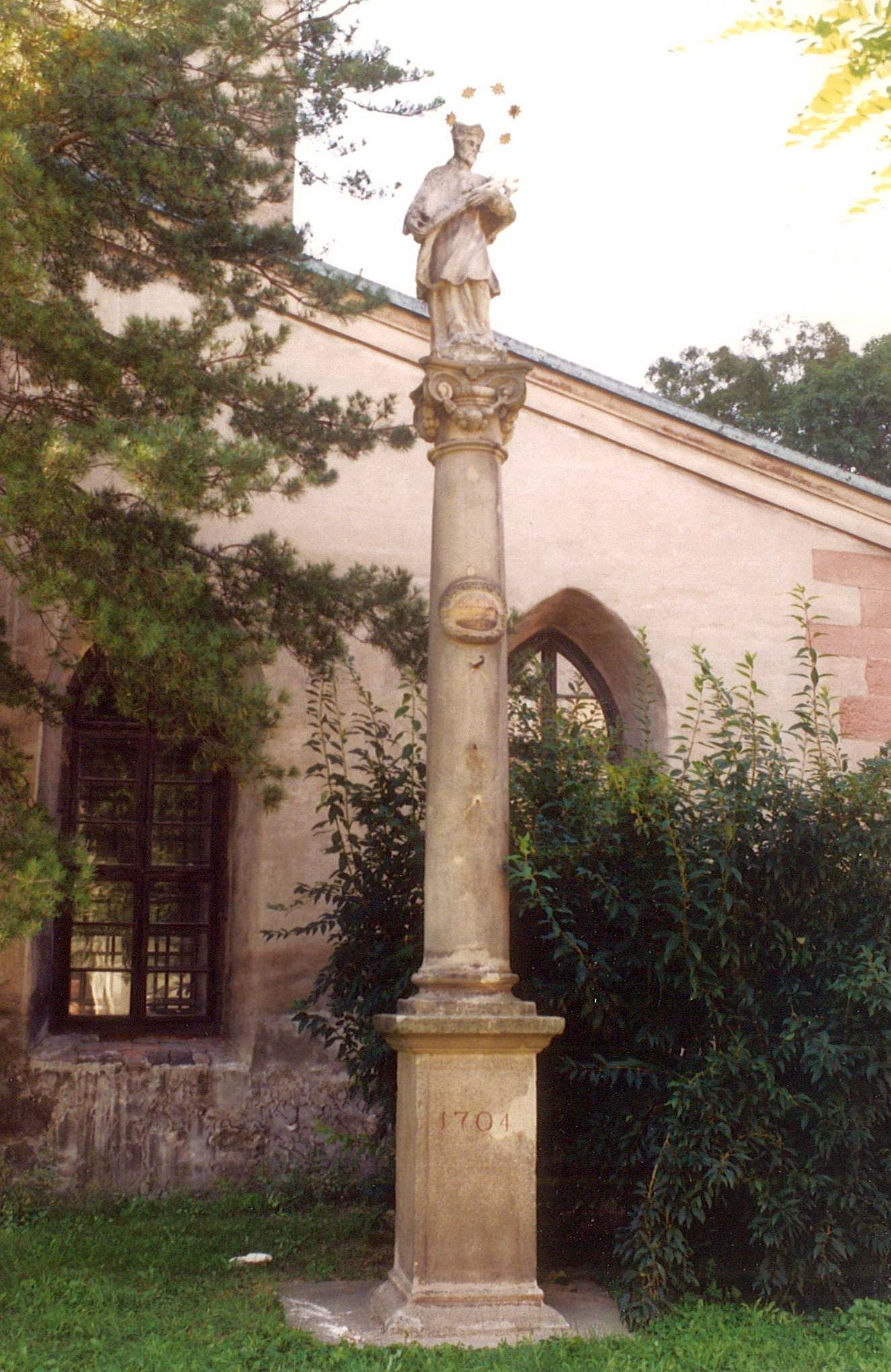
Poloha u kostela sv. Mořice

Sloup z roku 1704 stojí v Kroměříži na ulici Pavla Josefa Vejvanovského u mostu přes řeku Moravu nedaleko od vchodu do Podzámecké zahrady. Opraven byl v roce 1733, kdy kolem sloupu bylo postaveno dřevěné zábradlí, obnoven byl v roce 1894. K původní poloze sochy na náměstíčku Bělidel, samostatné poddanské dědiny města Kroměříže,
připomíná Julius Chodníček pověst, že na tom místě poslední poprava stětím hlavy se udála. Sedlák ze Štěchovic, jehož jméno na jisto postaviti jsem nemohl, přišel prý ožralý dom, zasedl za stůl a chtěl jisti. Žena, stojíc na protější straně, vadila se, křičela a dráždila muže tak dlouho, až ve vzteku nožem o stůl uhodil. Nůž se po stole smekl a vjel ženě do těla.
Dalším umístěním sloupu bylo na Stojanově náměstí před kostelem svatého Mořice.
V letech 1997-1998 byl sloup restaurován a vrátil se k mostu cca sto metrů od původní polohy. Socha byla v havarijním stavu, dolní část sochy byla rozlomená, chyběla horní polovina kříže s postavou Krista. Poslední restaurátorský zásah zajistily Kroměřížské technické služby, s.r.o. v roce 2018. Při tomto zásahu byla původní poškozená hlavice sloupu nahrazena novou.

## Popis památky

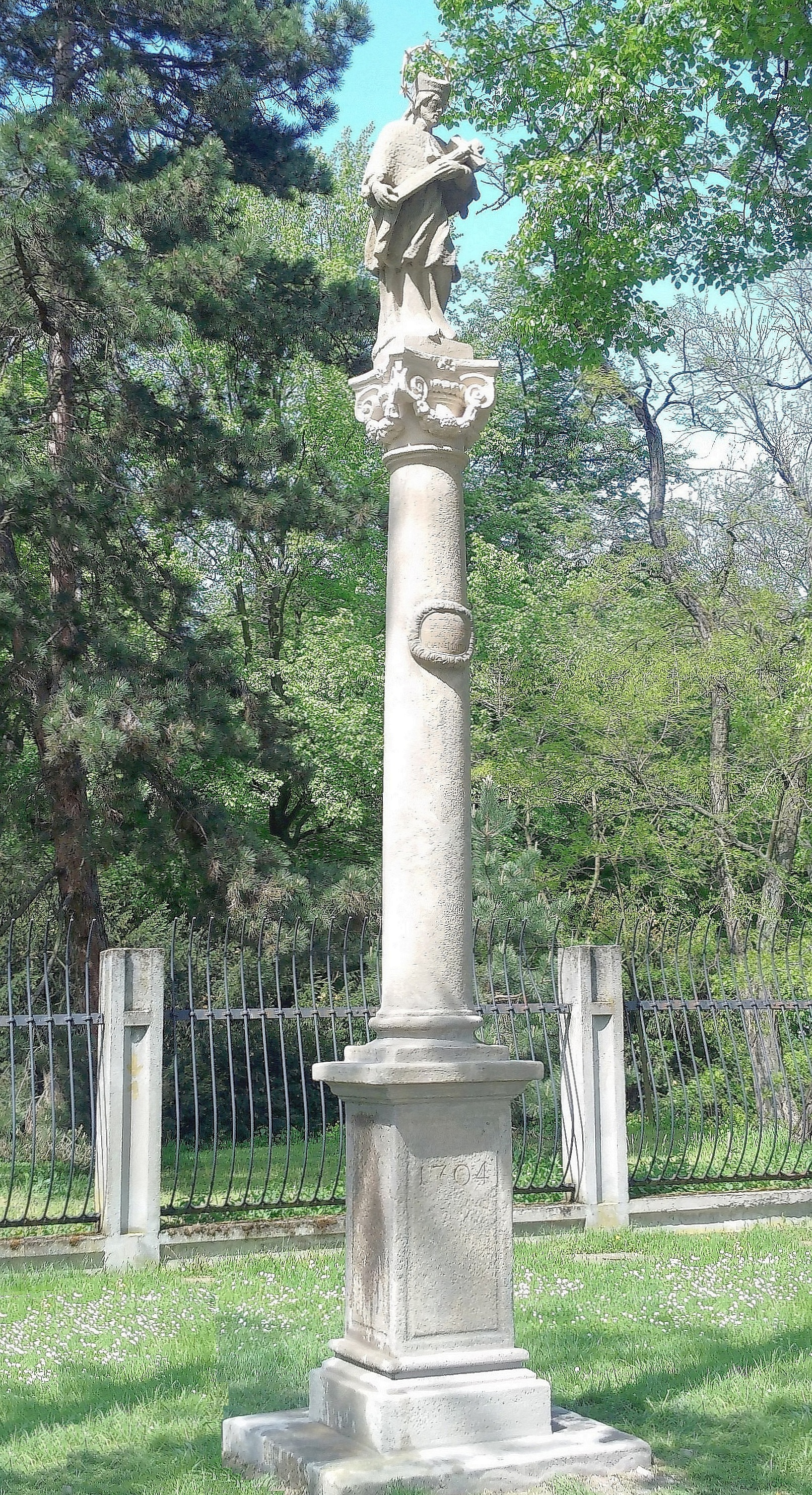
Sloup po rekonstrukci v roce 2018

Na čtvercové základně s profilem stojí hranolový sokl ukončený v horní části profilovanou římsou. Z něho vyrůstá sloup s volutovou hlavicí s festony, na jejíž krycí desce na čtvercovém nízkém plintu je umístěna socha v podživotní velikosti. Světec pravou rukou podpírá a levou přidržuje kříž s korpusem opřený o levé rameno. Je oděn v klasické kněžské roucho s biretem na hlavě a kovovou zlacenou svatozáří. Celá památka je z hrubozrnného pískovce chřibského typu a je 6,4 metrů vysoká. Z uměleckohistorického hlediska dokazuje úctu ke světci ještě před jeho blahořečením (blahořečen 31. 5.1721) a svatořečením (kanonizován 19. 3.1729).
Do sporu historiků o osobě Jana Nepomuckého zasáhl i zakladatel moderního českého dějepisectví profesor  Piaristického gymnázia v Kroměříži Gelasius Dobner, který roku 1784 kritickým zkoumáním pramenů potvrdil nespolehlivost Hájkovy kroniky a konkrétně odhalil také Hájkovo chybné čtení dobových pramenů. Podle něj je tedy historický vikář Jan z Pomuku totožný s legendárním mučedníkem zpovědního tajemství. S Dobnerem polemizuje Josef Dobrovský, který vylučuje zpověď jako důvod Janovy smrti. Dobnerova názoru se později přidrží např. František Palacký.

## Nápisy
Latinský nápis v pískovcové kartuši na čelní straně sloupu: 

AD SIS 

PROTECTOR 

MISERIS  O  SANCTE 

IOANNES 

F.  F. 

IOANN  MAITO 

Český překlad: 

Ochraňuj nás v nouzi, svatý Jene

Dal zhotovit Jan Maito

Letopočet na čelní straně podstavce: 

1704 

## Donátor
Donátorem sloupu je uváděn příslušník původem italské rodiny městských kominíků Jan Maito (Meito).
Obec Kroměříž přijala roku 1673 Martina Meitiho za městského komináře a učinila s ním špancetl (služební smlouvu), kterou po 15 letech obě strany vypověděli a 27. 4.1688 učinili novou, která mu ukládala, aby hned prohlédl všecky komíny v městě, a potom aby vymetl každý jednou za čtvrt roku, a kde je potřeba, každých šest neděl. Po novém roce 1689 kominář vypověděl znova, protože teprve nyní si povšiml, že v špancetli má poznámku, kdyby vypukl komínový oheň, že bude tahán k zodpovědnosti. Rada jej však udobřila a poznámka zůstala. Koncem roku 1690 zemřel a vdovu Petronelu vyžádal si 19. 4.1691 k manželství Dobiáš Touch. Dne 9. 2.1691 koupil kominář Jan Maito za 600 zl. m. ( položil 100 zl., zbytek 500 zl. bude pokládati po 100 zl. ročně) dům č.p. 11 (nyní č.p.122/13) v Kovářské ulici, který je chráněn jako nemovitá kulturní památka pod číslem 40120/7-6009. V roce 1700 měl již dům zaplacený. O čtyři roky později již hradil náklady na sloup, v roce 1706 koupil štěpnici ve Vlčetíně a v následujícím roce nedalekou louku u haltýřů na říčce Kotojedce (v dnešní ulici Altýře u kroměřížského letiště). Výnosné řemeslo a dobrý hospodář, jakým byl tenkráte u nás málokterý Vlach.
Zajímavostí je, že v roce 1768 prodal potomek donátora (opět kominář) se svou ženou dům číslo 143 na Riegrově náměstí (dnešní č.p. 140/51 - nemovitá kulturní památka s číslem 30382/7-6009) sochaři Františku Hirnlemu.